# John Talbot, 1. Earl of Shrewsbury

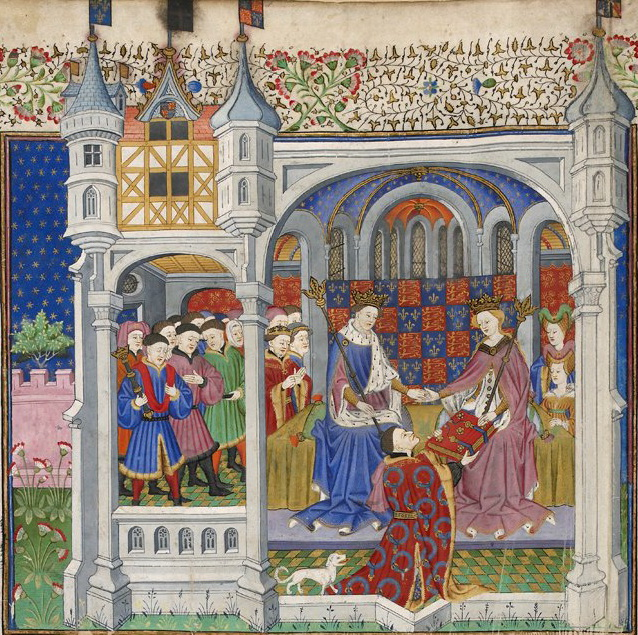
John Talbot, 1. Earl of Shrewsbury (zu erkennen an seinem Talbot-Dog), überreicht sein Buch als Geschenk der Königin Margarete in Anwesenheit König Heinrichs VI. von England und der Hofgesellschaft (British Library, Royal 15 E VI f. 2v)

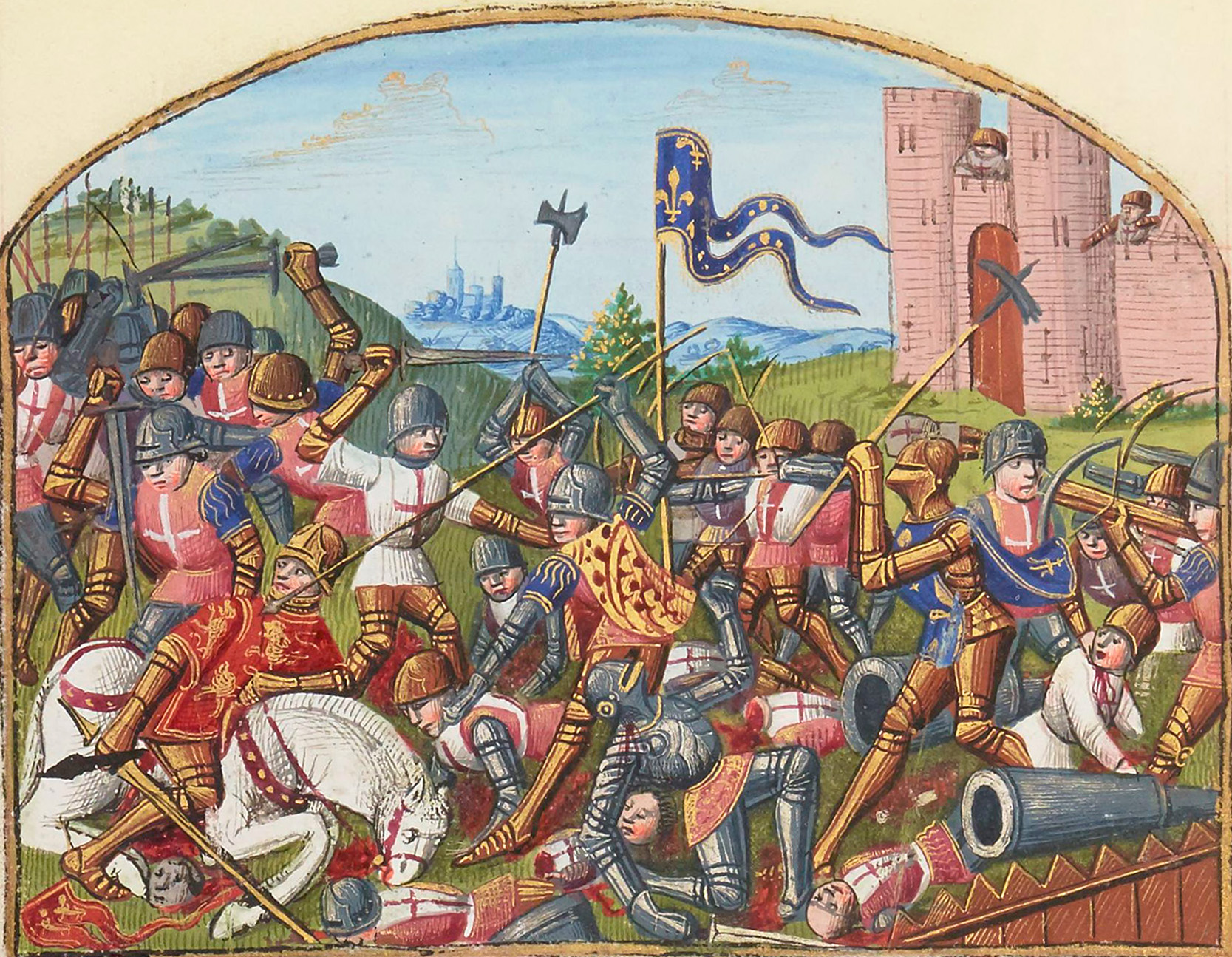
Der Tod von John Talbot in der Schlacht bei Castillon (zeitgenössische Darstellung)

Wappen von John Talbot, 1. Earl of Shrewsbury

John Talbot, 1. Earl of Shrewsbury KG (* 1384 in Blechmore, Shropshire, England; † 17. Juli 1453 in Castillon-la-Bataille, Département Gironde, Frankreich) war ein bedeutender englischer Feldherr des Hundertjährigen Krieges.

## Leben
Talbot wurde 1384 als zweiter Sohn von Richard Talbot, 4. Baron Talbot, und Ankaret Lestrange, 7. Baroness Strange of Blackmere, geboren.
Von 1404 bis 1413 diente er mit seinem älteren Bruder Gilbert im Krieg in Wales gegen Owain Glyndŵr. Seine Parteinahme für das Haus York (siehe Rosenkriege) hatte 1413 beim Regierungsantritt Heinrichs V. seinen Umzug in den Tower of London zur Folge. Ab 1414 war er fünf Jahre lang Lord Lieutenant of Ireland und schlug dort Aufstände nieder. Anschließend war er wiederum fünf Jahre in Frankreich eingesetzt, bevor er 1425 nochmals kurzzeitig Lord Lieutenant of Ireland wurde.
Seit 1427 kämpfte Talbot wieder im englischen Heer in Frankreich, später sogar als Feldherr des Königs. In Frankreich zeichnete er sich während der Belagerung von Orléans aus und wurde 1429 in der Schlacht bei Patay gefangen genommen. Er blieb vier Jahre in Gefangenschaft, wurde dann aber gegen Jean Poton de Xaintrailles ausgetauscht.
Talbot galt als ein aggressiver und wagemutiger Heerführer, der meist gegen einen zahlenmäßig überlegenen Feind kämpfen musste. Die von ihm befehligten Einheiten wurden eingesetzt, wo immer die Not am größten war und eroberten diverse französische Städte, so im Jahre 1440 Harfleur. Nicht wenige nannten ihn deshalb den englischen Achilles.
Im Jahr 1449 erlitt Talbot bei Rouen eine entscheidende Niederlage und stellte sich als Garant der eingegangenen Kapitulation als Geisel. 1452 erhielt er die Ernennung zum Gouverneur von Guienne, das der französische König Karl VII. besetzt hielt. Nach dem Wiederaufflammen der Kämpfe führte er die englischen Truppen in Südwestfrankreich, dem einzigen größeren Gebiet, das noch unter englischer Herrschaft stand. Außer Bordeaux eroberte er zunächst etliche Städte. Talbot fiel am 17. Juli 1453 genauso wie sein Sohn John in der Schlacht bei Castillon, die die letzte entscheidende Niederlage der Engländer im Hundertjährigen Krieg darstellt.

## Familie und Titel
Am 2. März 1406 heiratete Talbot Maud Nevill, die Erbtochter des Thomas Nevill, 5. Baron Furnivall. Mit ihr hatte er fünf Kinder:
- John Talbot, 2. Earl of Shrewsbury (um 1413–⚔ 1460 bei Northampton) ⚭ Lady Elizabeth Butler, Tochter des James Butler, 4. Earl of Ormonde;
- Thomas Talbot (*† 1416);
- Sir Christopher Talbot (1419–⚔ 1460 bei Northampton);
- Lady Ann Talbot, ⚭ John Bottreaux, Gutsherr von Abbot’s Salford in Warwickshire;
- Lady Joan Talbot (* um 1422), ⚭ (1) James Berkeley, 1. Baron Berkeley, ⚭ (2) Edmund Hungerford.

Seit 1409, als sein Schwiegervater gestorben war, nahm er aus dem Recht seiner Gattin als 6. Baron Furnivall deren Sitz im House of Lords ein.
Im Jahre 1421 fielen ihm beim Tod seiner Nichte (der Erbtochter seines älteren Bruders Gilbert) deren Titel als 7. Baron Talbot und 10. Baron Strange of Blackmere zu. Drei Jahre später wurde er als Knight Companion in den Hosenbandorden aufgenommen.
Am 6. September 1425 heiratete Talbot Lady Margaret Beauchamp, Tochter des Richard Beauchamp, 13. Earl of Warwick, nachdem seine erste Frau Maud am 31. Mai 1422 gestorben war. Mit seiner zweiten Frau hatte er fünf Kinder:
- John Talbot, 1. Viscount Lisle (um 1426–⚔ 1453);
- Sir Humphrey Talbot († 1493);
- Sir Lewis Talbot (1429–1458), Gutsherr von Penyard in Hertfordshire;
- Lady Eleonore Talbot (1436–1468), ⚭ Sir Thomas Butler; Mätresse von König Edward IV.;
- Lady Elizabeth Talbot (um 1443–um 1507), ⚭ John Mowbray, 4. Duke of Norfolk.

Heinrich VI. verlieh Talbot 1442 den Titel Earl of Shrewsbury, 1445 das Amt des Marschall von Frankreich und im nächsten Jahr das erbliche Amt des Lord High Steward of Ireland sowie den Titel Earl of Waterford.